# 김리 글라이더

비상착륙한 에어 캐나다 143편

에어 캐나다 143편 불시착 사고는 1983년 7월 23일, 캐나다 몬트리올을 출발해 오타와를 거쳐 에드먼턴으로 향하던 에어 캐나다 143편 보잉 767, C-GAUN기가 고도 41,000피트에서 비행 중 연료 부족으로 김리 공군기지에 불시착한 사고이다. 미국 NASA의 화성 기후 궤도선 실패와 함께, 영미식 야드파운드 단위와 SI 단위를 혼동해 생긴 사고의 예로 유명하다. 기장과 부기장이 엔진이 멈춘 비행기를 글라이더처럼 활공시키는 기지를 발휘했기에 '김리 글라이더'으로도 잘 알려져 있다.